# 알베르 루셀
알베르 샤를 폴 마리 루셀(Albert Charles Paul Marie Roussel, 1869년 4월 5일 ~ 1937년 8월 23일)은 프랑스의 작곡가이다.

## 생애
1869년 북프랑스의 투르쿠앙에서 태어난 그는 일찍이 부모를 잃어 숙부 밑에서 자랐다. 숙부는 그에게 피아노 레슨을 받게 하고 그는 음악의 천분(endowment)의 편린(glimpse)을 보였다고 하지만 그가 걸은 길은 참으로 음악가가 걷는 그러한 길이 아니었다. 즉 그는 바다를 동경하여 해군사관학교를 졸업, 장교가 되어 동양으로 항해하기도 하였다. 그러나 건강상의 이유도 있고 하여 군에서 떠나 다시 어릴 적부터 사랑했던 음악에 전념할 결의를 굳혔다. 25세 때 다시 파리로 나와 지구(생상스 항목 참조)에게 사사하여 작곡법을 배웠다.
수년 후 스콜라 칸토룸에 입학, 댕디의 작곡법 강의를 수강하였다(1898-1907). 그러나 이미 지구에 의하여 대위법 기술을 익히고 스콜라 칸토룸에 입학 당시는 벌써 작품이 출판되었을 정도의 루셀이었으므로 이례적으로 재학 중부터 대위법 강의를 위임받아 이후 12년에 걸쳐 재직하며 많은 작곡학생을 지도하기에 이르렀다(1902-1914). 이리하여 스콜라 내외에서 그가 가르친 학생 가운데에는 에리크 사티, 에드가르 바레즈, 로랑 마뉴엘, 마르티느 등의 이름을 발견할 수 있다. 그동안 1908년에 결혼, 아내와 함께 1909년부터 1911년에 걸쳐 유럽 각지와 동양을 여행하였다. 동양에서는 인도음악에 접하여 흥미를 가졌고 그 선법을 연구하여 후에 그것을 자기 작품 속에 채택하기도 했다(오페라 발레 <파드마바티> 작품18, 1914-1918 등). 제1차 세계 대전이 발발하자 루셀은 이미 퇴역중이었으나 전선에 갈 것을 지원한다. 그가 무사히 근무를 마친 것은 음악사에 있어 참으로 다행한 일이라 하겠다. 왜냐하면 그가 개성적인 성숙을 보인 것은 그 뒤의 작품부터였기 때문이다.
루셀은 만년에 와서는 건강이 좋지 않았으나 그럼에도 불구하고 창작력은 더욱 왕성해지는 듯했다. 그는 1937년 8월 23일, 루아양에서 사망하였으며 그가 죽은 해에도 현악 3중주곡을 작곡하고 있다. 더구나 이 곡은 "프랑스 실내악곡의 가장 걸출된 작품의 하나"(뒤푸르크)로 높이 평가되는 명작이다.

## 주요 작품
모음곡 바장조 작품33(1926), 피아노 협주곡 작품37(1927), <시편 80번> 작품37(1928), 관현악을 위한 소모음곡 작품39(1929), 플루트 3중주곡 작품40(1929), 현악 4중주곡 작품45(1931-1932), 피아노를 위한 <전주곡과 푸가(바흐에 헌정함)> 작품46(1932-1934), 교향곡 제4번 작품53(1934), 첼로 협주곡 작품57(1936), 그 밖의 가곡 피아노곡에도 좋은 곡이 있다.
루셀의 창작은 대략 다음과 같은 3기로 나누어 생각할 수 있다. 댕디, 프랑크 등의 영향이 짙은 제1기(예컨대 작품2의 바이올린 소나타, 1907-1908). 스콜라풍의 형식감이 인상파풍의 음향감과 행복한 결합을 보이는 제2기(교향곡 제1번 <숲의 시> 작품7, 1905-1907, 독창과 합창 및 관현악을 위한 <에보카시옹> 작품15, 1910-1912, 발레곡 <거미의 향연> 작품17, 1012 등). 그리고 앞서 말한 작품18과 작품22(교향시 <봄의 축제에>, 1920), 작품23(교향곡 제2번, 1919-1921) 정도를 과도기로 하여 인상파로부터 탈각하여 거장의 개성적인 성숙을 보이는 제3기(작품에 대하여서는 후술의 주요 작품 부분 참조). 제1기에서는 직접 영향을 받은 프랑크와 그 배후인 바그너 외의 독일음악의 영향도 엿볼 수 있겠다. 제2기는 말할 나위 없이 드뷔시의 영향을 받았다. 그러나 그러한 시기에서도 확연한 형태와 선적(linearity)인 사고(thought)와 생명력에 찬 리듬에의 개성적인 추구가 두드러져 있다. 제3기에 이르러 그의 근저에 있는 고전적인 의사가 바흐, 베토벤에의 회상을 때로는 간직하면서 확신으로써 확립되나 그러한 자세는 그가 음악의 새로운 지평(horizon)을 추구하여 이국풍의 선법이나 다조(polytonal) 내지 무조적(atonally)인 음의 처리를 채택한 것에의 방해가 되지는 않고 있다. 그리고 그러한 그에게서 태어난 제3교향곡·작품42(1929-1930)를 정점으로 하는 탁월한 작품군(piece group)이 당시의 프랑스에 교향곡이나 실내악곡에 대한 경의에 찬 관심을 소생시키는 대추진력이 되었던 것이다. 또 <바카느와 아리안느(디오니소스와 아리아도네)> 작품43(1930)이나 <아이네아스> 작품54(1935)와 같은 발레곡은 리듬이 뛰어난 역할을 하는 그의 어법(語法)과 그 찬연한 관현악법으로 유감없이 나타낸 풍부하고 힘찬 수작이라 하겠다. 그런 것들은 제3기의 교향곡, 모음곡, 협주곡과 함께 루셀의 최량 작품에 속한다.

### 오페라
- 리라의 탄생 Op.24(1925)
- 카롤린 부인의 유언 (1936)

### 발레
- 거미의 향연 Op.17(1913)
- 바쿠스와 아리아드네 Op.43(1931)
- 아이네아스(합창과 관현악) Op.54(1935)

### 교향곡
- 1번 라단조 ‘숲의 시’ Op.7(1904~6)
- 2번 내림 나장조 Op.23(1919~21)
- 3번 사단조 Op.42(1929~30)
- 4번 가장조 Op.53(1934)

### 관현악곡
- 부활 Op.4(1903)
- 초혼(招魂) Op.15(1910~1)
- 교향시 봄 축제를 위해 Op.22(1920)
- 모음곡 바장조 Op.33(1926)
- 소관현악을 위한 협주곡 Op.34(1926~7)
- 작은 모음곡 Op.39(1929)
- 소교향곡(현악 합주) Op.52(1934)
- 플랑드르 광시곡 Op.56(1936)

### 협주곡
- 피아노 협주곡 사장조 Op.36(1927)
- 첼로 소협주곡 Op.57(1936)

### 실내악
- 피아노 3중주 내림 마장조 Op.2(1902, 27년에 개작)
- 바이올린 소나타 1번 라단조 Op.11(1907~8)
- 즉흥곡(하프) Op.21(191)
- 플루트 연주자들(플루트, 피아노) Op.27(1924)
- 바이올린 소나타 2번 가장조 Op.28(1924)
- 세고비아(기타) Op.29(1925)
- 바순과 더블베이스를 위한 이중주(1925)
- 플루트, 현악 3중주, 하프를 위한 세레나데 Op.30(1925)
- 플루트, 비올라, 첼로를 위한 3중주 Op.40(1929)
- 현악 4중주 Op.45(1931~2)
- 안단테와 스케르초(플루트, 피아노) Op.51(1934)
- 피페(피콜로, 피아노)(1934)
- 현악 3중주 Op.58(1937)

### 피아노
- 몇 시간이 지나고 Op.1(1898)
- 인형 이야기 (1904)
- 시골풍 Op.5(1906)
- 모음곡 올림 바단조 Op.14(1910)
- 소나티나 Op.16(1914)
- 전주곡과 푸가 Op.46(1932)
- 세 개의 소품 Op.49(1933)

### 합창
- 시편80 Op.37(1928)

### 가곡
- 4개의 시 Op.3(1903)
- 4개의 시 Op.8(1907)
- 불꽃 Op.10(1908)
- 2개의 중국 시 Op.12(1908)
- 2개의 멜로디 Op.19(1918)
- 2개의 멜로디 Op.20(1919)
- 2개의 중국 시 Op.35(1927)
- 밤의 재즈 Op.38(1928)
- 2개의 목가 Op.44(1932)
- 2개의 중국 시 Op.47(1932)
- 2개의 멜로디 Op.50(1934)
- 2개의 멜로디 Op.55(1935)

## 인물평
음악의 구조 면에서는 세사르 프랑크의 사고방식에, 울림이나 선법(旋法)의 처리라는 면에서는 드뷔시의 영향을 받았다. 그러나 그는 인상파적인 표현에 기울어지고 있을 때에도 "선묘(線描)했다"(R. 베르나르). 프랑크처럼 상당히 늦게 개성적인 양식을 확립하였다고 말할 수 있겠는데, 거기서는 그가 받아들인 서로 반대되는 영향을 훌륭하게 종합·소화시켜 규모가 크고 격조가 높은 고전적·전인적(全人的)이며 견고한 음악 건축을 자기 것으로 하기에 이르렀다. 그러한 뜻에서 뒤카의 정신적인 후계자로 볼 수도 있을 것이다.